# بخش سودرتالیه
بخش سودرتالیه (به سوئدی: Södertälje kommun) یک ناحیه شهری در سوئد است که در شهرستان استکهلم واقع شده‌است.

## خواهرخوانده
شهرهای Struer Municipality، پارنو، فورسا (فنلاند)، آنژه و سرپسبرگ خواهرخوانده‌های بخش سودرتالیه هستند.